# 小行星21822
小行星21822（21822 Degiorgi）是一颗绕太阳运转的小行星，为主小行星带小行星。该小行星于1999年10月发现。

## 轨道参数
小行星21822的轨道半长轴为377 135 436 km，2.5209588 UA，离心率为0.126。